# Trạm Nhiên Viên Trừng
Trạm Nhiên Viên Trừng (zh. 湛然圓澄, ja. Tannen Enchō, ngày 5 tháng 8 năm 1561 - ngày 4 tháng 12 năm 1626), còn có hiệu là Tán Mộc Đạo Nhân, là Thiền sư Trung Quốc đời Minh, thuộc đời thứ 27 của tông Tào Động, pháp tử của Thiền sư Từ Chu Phương Niệm. Công cuộc hoằng pháp của sư đóng một vai trò quan trọng trong việc phục hưng tông Tào Động vào cuối nhà Minh. Sư có nhiều đệ tử, trong đó có các nổi danh nhất là Thụy Bạch Minh Tuyết, Thạch Vũ Minh Phương, Tam Nghi Minh Vu.
Sư cũng là tổ sáng lập của phái Vân Môn - một trong các phái chính của tông Tào Động dưới thời nhà Minh và Thanh.

## Cơ duyên ngộ đạo
Sư họ Hạ, sinh ngày 5 tháng 8 năm thứ 40 niên hiệu Gia Tĩnh, nhà Minh tại Cối Khê, tỉnh Triết Giang.
Lớn lên, sư làm người đưa thư. Sau đó do có duyên lành với Thiền Tông, sư đến tham học với Thiền Sư Ngọc Phong với vai trò là cư sĩ tại gia. Tại đây, sư đảm nhận công việc dọn nhà xí cho chúng.
Đến năm 24 tuổi, sư xuất gia với Đại sư Diệu Phong tại núi Tuế Thiên Hoang. Sau, sư đến thọ giới cụ túc và tham vấn với Thiền Sư Vân Thê Châu Hoàng - một vị cao tăng thuộc Tông Lâm Tế với chủ trương Thiền-Tịnh song tu và cũng được coi là vị tổ thứ 8 của Tịnh Độ Tông. Kế, sư đến tham yết Thiền sư Nam Tông rồi quay lại tham vấn Thiền Sư Vân Thê Châu Hoàng một lần nữa.
Ở chổ Trưởng lão Ấn Phong, sư tham thoại đầu chữ " Ai" 3 ngày thì có chút tỏ ngộ. Rồi sư tham câu thoại đầu "Càn Phong nói một chẳng nói hai" trong ba năm và được đại ngộ.
Vào năm thứ 19 (1591) niên hiệu Vạn Lịch, Thiền sư Từ Chu Phương Niệm được các vị đại phu thỉnh đến thăng tòa thuyết pháp tại Chỉ Phong Đồ. Trạm Nhiên cũng đến pháp hội này tham vấn. Vừa gặp, Thiền sư Phương Niệm tỏ vẻ hoan hỷ với sự chứng ngộ của sư và nhớ lại lời căn dặn của Tổ Huyễn Hữu Thường Thuận bảo sau này phải tìm được một người làm rạng rỡ tông Tào Động, Phương Niệm biết sư là người xứng đáng kế thừa pháp của mình.
Phương Niệm hỏi sư: "Từ Chỉ Phong Đồ đến Thanh Sơn, khi gần qua bờ Việt Vương Đài, ngó lại biển xanh, ông thấy như thế nào?"
Sư đáp bài kệ:
"Trăng xuyên qua đáy đầm
Sóng không chau chân mày."
Phương Niệm lại đem tông chỉ của Tào Động ra hỏi, sư đều ứng đáp không ngại. Phương Niệm bèn ấn khả cho sư và khen ngợi: "Sau này, ông sẽ cắt đứt lưỡi của mọi người trong thiên hạ!"

## Hoằng pháp
Sau khi đạt được tâm ấn nơi Thiền sư Từ Chu Phương Niệm, sư bắt đầu giáo hoá độ chúng. Sư từng trụ trì tại nhiều nơi và làm cho Phật Pháp được hưng thịnh mạnh mẽ. Các nơi sư trụ trì qua như:
- Chùa Thọ Hưng (zh. 壽興寺).
- Vân Môn Truyền Trung Quảng Hiếu Tự (zh. 雲門傳忠廣孝寺).
- Kính Sơn Vạn Thọ Tự (zh. 徑山萬壽寺).
- Chùa Đông Tháp (zh. 東塔寺) ở Gia Hưng, tỉnh Triết Giang.
- Vân Môn Hiển Thánh Tự (zh. 雲門顯聖寺).
- Chùa Thiên Hoa (zh. 天華寺) ở phủ Thiệu Hưng, tỉnh Triết Giang.
- Chùa Minh Tâm (zh. 明心寺).
- Thọ Thánh Tự (zh. 壽聖寺) ở Sơn Âm, tỉnh Triết Giang.
- Mai Dã Di Đà Am (zh. 梅野彌陀寺).
- Chùa Bảo Lâm (zh. 寳林寺).
- Chùa Thạch Phật (zh. 石佛寺) ở Tú Thủy, tỉnh Triết Giang.
- Chùa Thiên Ninh (zh. 天寧寺) ở Hải Diêm, tỉnh Triết Giang.
- Chùa Đại Thiện (zh. 大善寺) ở phủ Thiệu Hưng.
- Thiền Viện Viên Giác (zh. 圓覺禪院) ở Nam Kinh.
- Chùa Diên Thọ (zh. 延壽寺).
- Am Nhất Túc (zh.  一宿菴) ở Côn Sơn, tỉnh Giang Tô.
- Đạo Tràng Vạn Thọ Tự (zh. 道塲萬壽寺) ở Hồ Châu, tỉnh Triết Giang.
- Chùa Hoa Nghiêm (zh. 華嚴寺) ở phủ Thiệu Hưng.[2][3]

Sư giáo hóa suốt 30 năm, làm cho tông chỉ của Tông Tào Động nối truyền về sau. Người đến tham học với sư rất đông, tương truyền, tại Vân Môn Hiển Thánh Tự, từng có hơn 8000 người đến tham học. Sư thường dùng phất tử khai thị cho đại chúng biểu thị cho tính chất Dĩ Tâm Truyền Tâm của Thiền Tông, và hay đưa ra các công án Thiền để phổ thuyết hoặc dạy chúng tham thiền. Ở các nơi sư khai hóa, tứ chúng sinh hoạt và tu tập trang nghiêm, mỗi ngày chuông trống đều rền vang. Sư cùng với Thiền sư Bác Sơn Nguyên Lai (Vô Dị) là hai người có công lao lớn trong việc khôi phục truyền thống tông Tào Động vào cuối đời Minh.
Sư là tổ sáng lập của phái Vân Môn (Tào Động) với bài kệ truyền pháp phái:
Quảng Tòng Diệu Tuệ
Hồng Thắng Hy Xương
Kế Tổ Tục Tông
Tuệ Chấn Duy Phương
Viên Minh Tịnh Trí
Đức Hạnh Phúc Tường
Trừng Thanh Giác Hải
Liễu Ngộ Chân Thường.
Vào ngày mồng 4 tháng 12 năm thứ 6 (1626) niên hiệu Thiên Khải, sư an nhiên thị tịch, thọ 66 tuổi, 43 năm hạ lạp. Đệ tử xây tháp và an trí nhục thân sư tại phía Nam chùa Hiển Thánh ở Vân Môn. Sư có để lại tác phẩm là Trạm Nhiên Viên Trừng Thiền Sư Ngữ Lục (8 quyển), đến nay còn lưu hành ở đời.